# Східна провінція (Руанда)
1°45′ пд. ш. 30°30′ сх. д. / 1.750° пд. ш. 30.500° сх. д.
Східна провінція (фр. Province de l’Est) — одна з п'яти областей Руанди. Була створена на початку січня 2006 як частина урядової програми децентралізації, яка реорганізувала структури місцевого органу влади країни. Адміністративний центр — Рвамагана.

## Поділ
Провінцію розділено на 7 районів:
1. Бугесера
2. Гатсібо
3. Каенца
4. Кирене
5. Нгома
6. Ніагатаре
7. Рватагана

| Руанда | Це незавершена стаття з географії Руанди. Ви можете допомогти проєкту, виправивши або дописавши її. |